# 레이 바렛
레이 바렛(Ray Barrett, 1927년 5월 2일 ~ 2009년 9월 8일)은 오스트레일리아의 텔레비전 배우, 배우, 성우, 가수, 영화배우이다.
브리즈번에서 태어났으며 골드코스트에서 사망하였다. 사인은 신경질환이다.

## 영화
- 오스트레일리아 (2008년)
- 헤븐스 버닝 (1997년)
- 호텔 드 러브 (1996년)
- 호텔 소렌토 (1995년)
- 노 워리스 (1994년)
- 암본의 심판 (1990년)
- 엠프티 비치 (1985년)
- 위험한 여름 (1981년)
- 캠프장에서 생긴 일 (1980년)
- 지미 블랙스미스 (1978년)
- 리벤지 (1971년)
- 썬더버드 알 고 (1966년)
- 사녀 드라큐라 (1966년)
- 썬더버드 - 시리즈 (1965년)
- 타임 투 리멤버 (1962년)